# Colditz

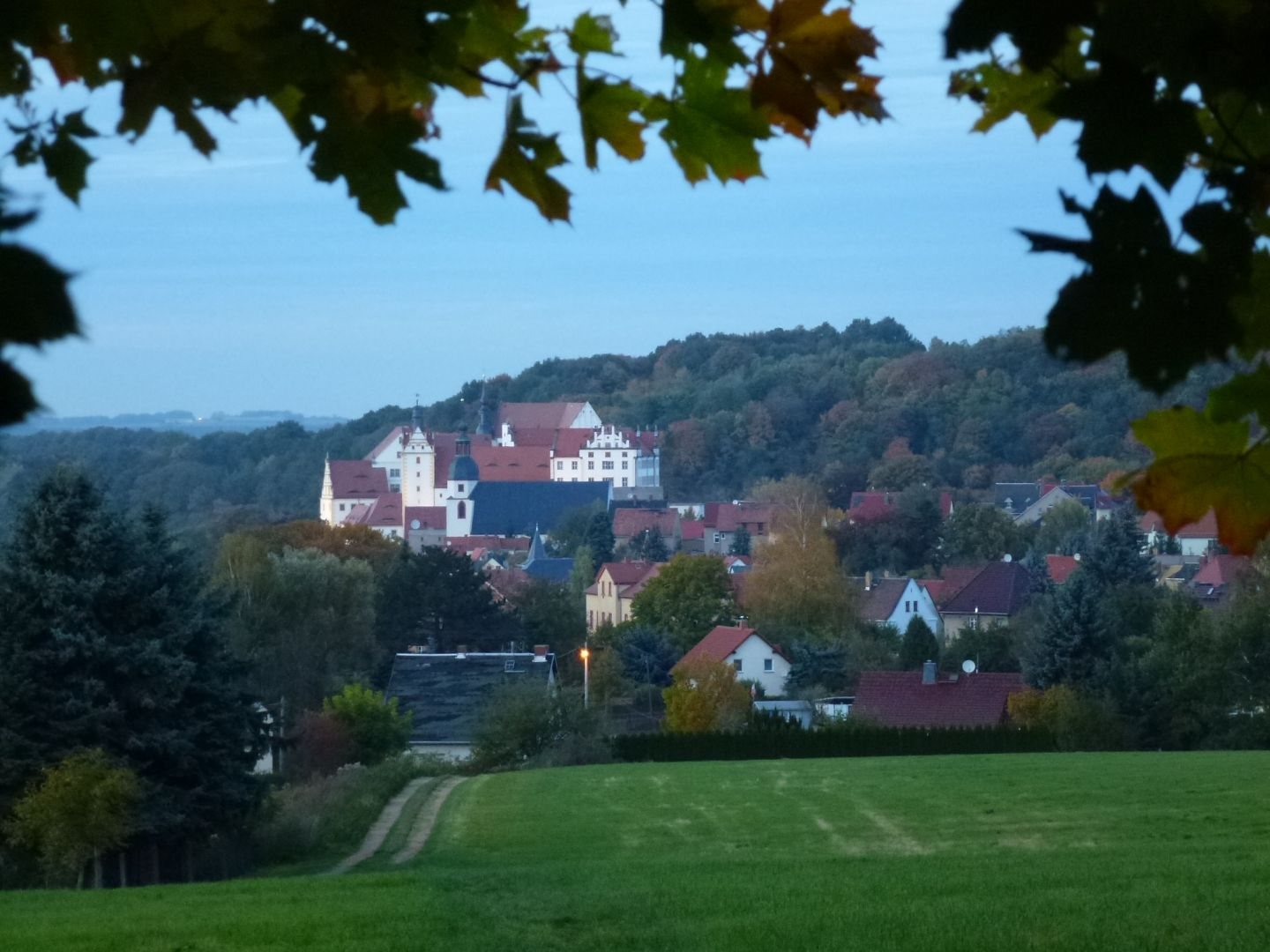
Blick auf Colditz

Colditz ist eine Stadt im Landkreis Leipzig in Sachsen, direkt an der Zwickauer Mulde gelegen. Im Ortsteil Sermuth vereinigen sich die Zwickauer und die Freiberger Mulde. Ihre überregionale Bekanntheit verdankt die Stadt dem Schloss Colditz.

## Geographie

### Geographische Lage
Colditz befindet sich am Nordrand des Mittelsächsischen Hügellands an der Zwickauer Mulde, welche sich wenige Kilometer nördlich der Kernstadt im Ortsteil Sermuth mit der Freiberger Mulde zur Mulde vereinigt. Westlich der Stadt befindet sich der Colditzer Forst, an den sich nördlich der Glastener Forst mit der Parthequelle nahtlos anschließt. Nordöstlich von Colditz befindet sich jenseits der Freiberger Mulde mit dem Thümmlitzwald ein weiteres Forstgebiet, ebenso im Südosten in Richtung Geringswalde.

### Nachbargemeinden
Angrenzende Gemeinden sind (im Uhrzeigersinn, westlich beginnend) die Stadt Bad Lausick und die Stadt Grimma (beide im Landkreis Leipzig) sowie die Städte Leisnig, Hartha und Geringswalde und die Gemeinden Zettlitz und Königsfeld im Landkreis Mittelsachsen.
|             | Grimma                                      | Leisnig      |
| Bad Lausick | Kompassrose, die auf Nachbargemeinden zeigt | Hartha       |
| Königsfeld  | Zettlitz                                    | Geringswalde |

### Ortsteile
Die heutige Stadt Colditz entstand am 1. Januar 2011 aus dem Zusammenschluss der bisherigen Stadt Colditz (C), der Gemeinde Zschadraß (Z) und den vier südlichen Ortsteilen der aufgelösten Gemeinde Großbothen (G) (in Klammern jeweils die einstige Kommune vor dem Zusammenschluss).
| - Bockwitz (Z) - Colditz (C) - Collmen (Z) - Commichau (Z) - Erlbach (Z) - Erlln (Z) - Hausdorf (Z) | - Hohnbach (C) - Kaltenborn (Z) - Koltzschen (Z) - Lastau (C) - Leisenau (G) - Maaschwitz (Z) - Meuselwitz (Z) | - Möseln (C) - Podelwitz (Z) - Raschütz (Z) - Schönbach (G) - Sermuth (G) - Skoplau (Z) - Tanndorf (Z) | - Terpitzsch (Z) - Zollwitz (Z) - Zschadraß (Z) - Zschetzsch (G) - Zschirla (Z) |

## Geschichte
Die Region Colditz wurde 1046 als Burgwardbezirk „Cholidistcha“ erstmals urkundlich erwähnt. Kol-dici als mögliche altsorbische Lautung könnte zum slawischen kol- (Glied einer Gemeinschaft) gehören, dies wird als Namensdeutung für möglich gehalten. Im 12. Jahrhundert entstand eine Kaufmannssiedlung und die spätere St. Nikolaikirche. Die erstmalige Erwähnung der Stadt Colditz selbst erfolgte im Jahre 1265 als „civitas“. 1404 wurde die Herrschaft des Geschlechts Colditz von dem Haus Wettin erworben, womit die Eingliederung als markgräfliches Amt Colditz in die Markgrafschaft Meißen erfolgte. Im Jahre 1456 errichtete Kurfürst Friedrich II. von Sachsen seiner Gemahlin Margaretha von Österreich als Ausgleich für das ihr zustehende hohe Leibgedinge die Münzstätte Colditz und gestattete ihr eigene Münzen, die sogenannten Margarethengroschen, prägen zu lassen.
1504 wurde Colditz von einem großen Stadtbrand heimgesucht; nachfolgend wurde mit dem Umbau der Burg Colditz zum Schloss Colditz begonnen. Im 16. Jahrhundert blühte das Tuchmacher- und Leineweberhandwerk auf.
Ab den 1520er Jahren war das Schloss Jagdaufenthaltsort des kursächsischen Hofes und eines der favorisierten Schlösser Friedrichs des Weisen. Von 1602 bis 1622 war es Witwensitz der Kurfürstin Sophie von Brandenburg. In Colditz wurden von 1568 bis 1679 Hexenverfolgungen durchgeführt. Fünf Personen gerieten in Hexenprozesse, drei Frauen wurden mit Landesverweis bestraft und im Ortsteil Collmen wurde 1568 Anna, Tochter von Thomas Scheffer, wegen Liebeszauber zum Tode verurteilt. Ab dem frühen 18. Jahrhundert begann die Verwendung Colditzer Tone auf kurfürstliche Anweisung in der 1710 gegründeten Meißener-Porzellan-Manufaktur. Am 20. September 1750 zerstörte abermals ein Großbrand die Stadt. 130 Häuser und Scheunen fielen dabei den Flammen zum Opfer. Ab 1803 wurde im Schloss ein Landesarbeitshaus eingerichtet, um „Landstreicher“ und Bettler an Arbeitsmoral und Zeitdisziplin zu gewöhnen. 1804 begann die erste Tonverarbeitung in der Colditzer Steingutfabrik Thomsberger & Hermann. Das Schloss wurde 1829 zur Landesversorgungsanstalt für unheilbar Geisteskranke. Als dessen „agricole Kolonie“ wurde in Zschadraß 1868 eine psychiatrische Klinik gegründet, die lange Zeit zu den bedeutendsten und innovativsten Einrichtungen ihres Faches in Sachsen zählte.
Colditz war bis 1855 Sitz des Justizamtes Colditz. Von 1855 bis 1879 war das Gerichtsamt Colditz und danach das Amtsgericht Colditz erstinstanzliches Gericht in der Stadt. 1943 wurde das Amtsgericht Nebenstelle des Amtsgerichtes Borna und 1952 endgültig aufgehoben.
Von März 1933 bis August 1934 bestand im Schloss das KZ Colditz, in dem über 2000 Gegner des Nationalsozialismus von der SA und Polizeikräften schwer misshandelt wurden. Das Schloss diente dann zwischen 1936 und 1937 als Reichsarbeitsdienst-Lager und von 1940 bis 1945 als Kriegsgefangenenlager für Offiziere (Oflag IV-C). Dieser Umstand wurde in der britischen Fernsehserie Colditz 1972–1974 und dem britischen Film Colditz – Flucht in die Freiheit 2005 verfilmt. Im April 1941 gelang es dem französischen Offizier und späteren Widerstandskämpfer Alain Le Ray, als erstem aus diesem als ausbruchssicher geltenden Gefangenenlager zu fliehen. Gegen Ende des Zweiten Weltkrieges im November 1944 wurde auf dem Gelände der Steingutfabrik Südwerk ein Außenlager des KZ Buchenwald eingerichtet, in dem über 450 jüdische KZ-Häftlinge für die Hugo Schneider AG Panzerfäuste herstellen mussten. Viele starben an den grausamen Lebensbedingungen, am Sadismus der SS-Bewacher und schließlich auf dem Todesmarsch im April 1945.
Zu DDR-Zeiten wurde im „Steinhaus“ am Ortsrand ein Kinderferienlager betrieben und unterhalten, das nach 1990 dem Verfall preisgegeben wurde.
1958 markiert den Beginn der Porzellanherstellung in Colditz im VEB Colditzer Porzellanwerk. Dieses war in einem Kombinat mit u. a. dem Porzellanwerk Kahla verbunden. Colditz stellte einen beträchtlichen Teil des in der DDR bekannten Mitropa-Porzellans her, welches man am Herstellerlogo „cp“ erkennen kann.
Weiterhin kann Colditz auf eine bedeutende Schamotteindustrie zurückblicken, die jedoch ebenso wie die Porzellanindustrie den Umbruch nach 1990 nicht überstanden hat. Das Adressbuch wies z. b. 1948 die Collmener Schamottewerke GmbH, die Colditzer Ziegelei von Rudolf Görling, die Sächsischen Steinzeugwerke zu Colditz, die Steingutfabrik Colditz AG. Weitere derartige Betriebe gab es in Collmen, das damals noch selbstständig war.
2002 und 2013 war die Stadt von einem Jahrhunderthochwasser betroffen.
2023 rückte die lokale rechtsextreme Szene in den Blick der bundesweiten Öffentlichkeit. Nachdem jahrelang seitens Polizei keine oder nur zögerliche Ermittlungen gegen gewaltbereite Neonazis vorgenommen wurden, kam es im Rahmen einer groß angelegten Razzia zur Verhaftung und Anklage mehrerer Akteure der rechtsextremen Szene.

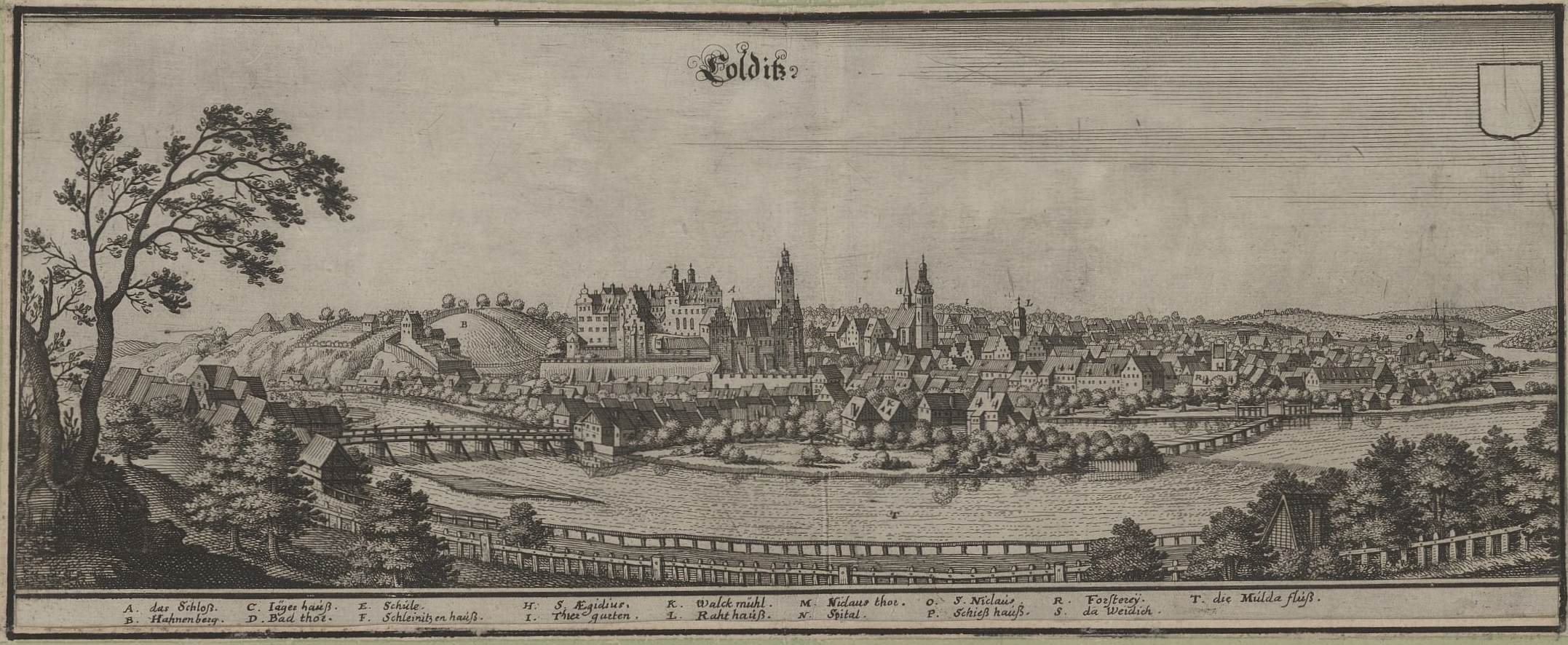
Colditz um 1650
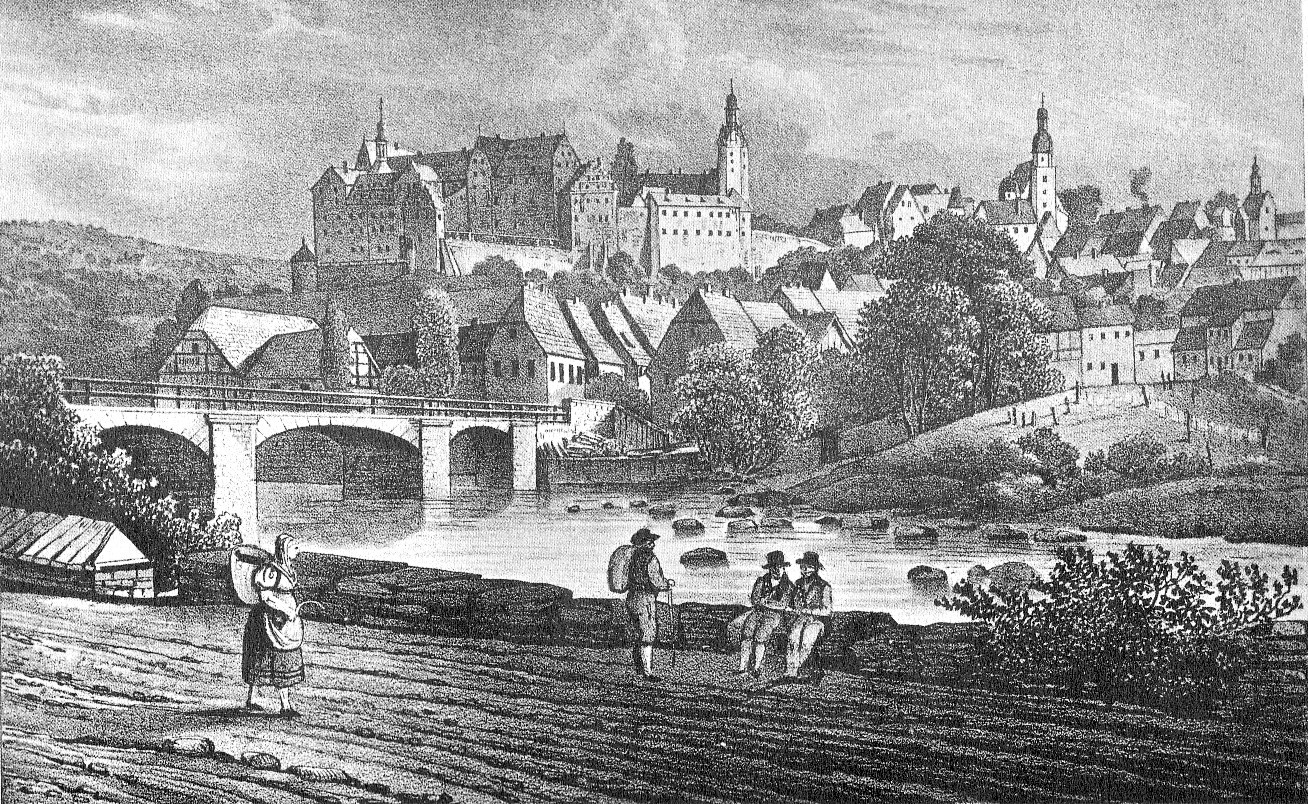
Ansicht um 1850
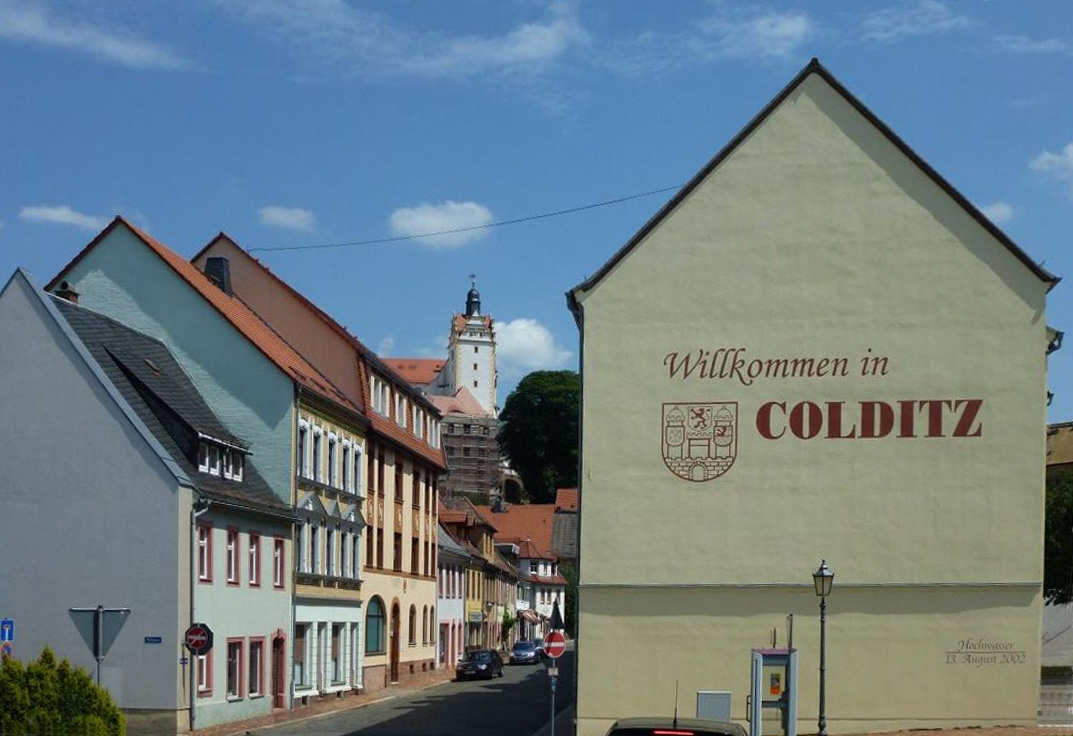
Haus an der Wassergasse mit Hochwassermarke (2012)
Panorama: Marktplatz Colditz, Blick zum Schloss und zur Stadtkirche (2022)

### Eingemeindungen
| Ehemalige Gemeinde | Datum                                       | Anmerkung |
| ------------------ | ------------------------------------------- | --- |
| Bockwitz           | 01.07.1991 01.01.2011                       | Eingemeindung nach Zschadraß, Umgliederung nach Colditz |
| Collmen            | 01.07.1961 01.01.2011                       | Eingemeindung nach Zschadraß, Umgliederung nach Colditz |
| Commichau          | 01.01.1969 01.01.2011                       | Eingemeindung nach Zschadraß, Umgliederung nach Colditz |
| Erlbach            | 01.01.1995 01.01.2011                       | Eingemeindung nach Zschadraß, Umgliederung nach Colditz |
| Erlln              | 01.01.1952 01.01.2011                       | Eingemeindung nach Tanndorf, Umgliederung nach Colditz |
| Großsermuth        | 01.10.1937 01.03.1991 01.01.1994 01.01.2011 | Zusammenschluss mit Kleinsermuth und Kötteritzsch zu Sermuth, Zusammenschluss von Sermuth und Schönbach zu Sermuth-Schönbach, Umgliederung nach Großbothen, Umgliederung nach Colditz |
| Hausdorf           | 01.01.1995 01.01.2011                       | Eingemeindung nach Zschadraß, Umgliederung nach Colditz |
| Hohnbach           | 01.12.1973 01.01.2011                       | Umgliederung nach Colditz |
| Kaltenborn         | 01.09.1969 01.01.2011                       | Eingemeindung nach Hausdorf, Umgliederung nach Colditz |
| Kleinsermuth       | 01.10.1937 01.03.1991 01.01.1994 01.01.2011 | Zusammenschluss mit Großsermuth und Kötteritzsch zu Sermuth, Zusammenschluss von Sermuth und Schönbach zu Sermuth-Schönbach, Umgliederung nach Großbothen, Umgliederung nach Colditz  |
| Kötteritzsch       | 01.10.1937 01.03.1991 01.01.1994 01.01.2011 | Zusammenschluss mit Großsermuth und Kleinsermuth zu Sermuth, Zusammenschluss von Sermuth und Schönbach zu Sermuth-Schönbach, Umgliederung nach Großbothen, Umgliederung nach Colditz  |
| Koltzschen         | 01.07.1973 01.01.2011                       | Eingemeindung nach Hausdorf, Umgliederung nach Colditz |
| Lastau             | 01.01.1994 01.01.2011                       | Umgliederung nach Colditz |
| Leisenau           | 01.01.1994 01.01.2011                       | Eingemeindung nach Großbothen, Umgliederung nach Colditz |
| Maaschwitz         | vor 1880 01.01.2011                         | Eingemeindung nach Tanndorf, Umgliederung nach Colditz |
| Meuselwitz         | 01.01.1952 01.01.2011                       | Eingemeindung nach Bockwitz, Umgliederung nach Colditz |
| Möseln             | 01.07.1950 01.01.2011                       | Umgliederung nach Colditz |
| Podelwitz          | 01.01.1952 01.01.2011                       | Eingemeindung nach Tanndorf, Umgliederung nach Colditz |
| Raschütz           | 01.01.1952 01.01.2011                       | Eingemeindung nach Erlbach, Umgliederung nach Colditz |
| Schönbach          | 01.03.1991 01.01.1994 01.01.2011            | Zusammenschluss mit Sermuth zu Sermuth-Schönbach, Umgliederung nach Großbothen, Umgliederung nach Colditz                                                                             |
| Sermuth            | 01.10.1937 01.03.1991 01.01.1994 01.01.2011 | Zusammenschluss von Großsermuth, Kleinsermuth und Kötteritzsch, Zusammenschluss mit Schönbach zu Sermuth-Schönbach, Umgliederung nach Großbothen, Umgliederung nach Colditz           |
| Skoplau            | 01.07.1950 01.01.2011                       | Eingemeindung nach Commichau, Umgliederung nach Colditz |
| Tanndorf           | 01.01.1996 01.01.2011                       | Eingemeindung nach Zschadraß, Umgliederung nach Colditz |
| Terpitzsch         | 01.04.1938 01.01.2011                       | Eingemeindung nach Hausdorf, Umgliederung nach Colditz |
| Thumirnicht        | 01.04.1935 01.01.2011                       | Umgliederung nach Colditz |
| Zollwitz           | 01.04.1938 01.01.2011                       | Eingemeindung nach Hausdorf |
| Zschadraß          | 01.01.2011                                  | Umgliederung nach Colditz |
| Zschetzsch         | 01.07.1950 01.03.1991 01.01.1994 01.01.2011 | Eingemeindung nach Schönbach, Zusammenschluss von Schönbach und Sermuth zu Sermuth-Schönbach, Umgliederung nach Großbothen, Umgliederung nach Colditz                                 |
| Zschirla           | 01.04.1937 01.01.2011                       | Eingemeindung nach Kaltenborn, Umgliederung nach Colditz |

### Einwohnerentwicklung
Entwicklung der Einwohnerzahl (ab 1960 31. Dezember):
| Jahr      | 1834 | 1895 | 1960 | 1990  | 2000 | 2004 | 2007 | 2009 | 2012 | 2013 | 2015 | 2018 |
| Einwohner | 3248 | 5121 | 6797 | 6635* | 5756 | 5286 | 5048 | 4870 | 8980 | 8897 | 8752 | 8472 |

* 3. Oktober     Datenquelle ab 1990: Statistisches Landesamt Sachsen

## Politik

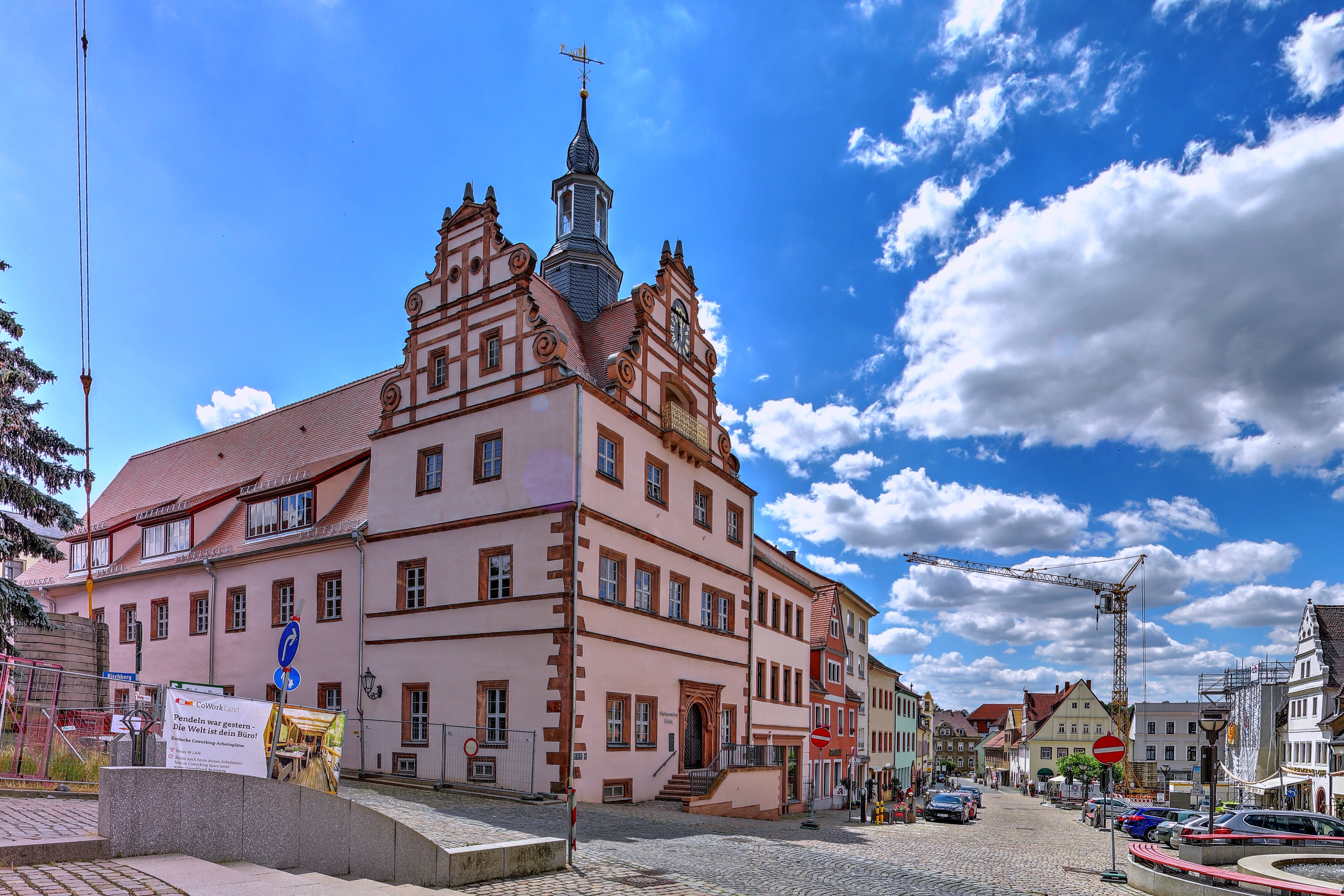
Rathaus Colditz am Marktplatz

### Stadtrat
Seit der Stadtratswahl am 9. Juni 2024 verteilen sich die nun 16 Sitze des Stadtrates folgendermaßen auf die einzelnen Gruppierungen:
- Freie Wählervereinigung „Für unsere Heimat“ (FWV): 5 Sitze
- Bündnis Zukunft (BZ): 5 Sitze
- Bürgerinitiative Colditz (BIC): 2 Sitze
- Alternative für Deutschland (AFD): 1 Sitz
- Christlich Demokratische Union (CDU): 1 Sitz
- Freie Demokratische Partei (FDP): 1 Sitz
- Die Linke: 1 Sitz

| Stadtrat ab 2024Insgesamt 16 Sitze - Linke: 1 - FWV fuH: 5 - BZ: 5 - BIC: 2 - FDP: 1 - CDU: 1 - AfD: 1 Die AfD kann zwei Sitze nicht besetzen. Der Stadtrat verkleinert sich entsprechend. | Liste                                       | 2024   | 2024   | 2019   | 2019   | 2014   | 2014   |
| Stadtrat ab 2024Insgesamt 16 Sitze - Linke: 1 - FWV fuH: 5 - BZ: 5 - BIC: 2 - FDP: 1 - CDU: 1 - AfD: 1 Die AfD kann zwei Sitze nicht besetzen. Der Stadtrat verkleinert sich entsprechend. | Liste                                       | Sitze  | in %   | Sitze  | in %   | Sitze  | in %   |
| Stadtrat ab 2024Insgesamt 16 Sitze - Linke: 1 - FWV fuH: 5 - BZ: 5 - BIC: 2 - FDP: 1 - CDU: 1 - AfD: 1 Die AfD kann zwei Sitze nicht besetzen. Der Stadtrat verkleinert sich entsprechend. | Freie Wählervereinigung „Für unsere Heimat“ | 5      | 30,8   | 8      | 37,8   | 9      | 47,5   |
| Stadtrat ab 2024Insgesamt 16 Sitze - Linke: 1 - FWV fuH: 5 - BZ: 5 - BIC: 2 - FDP: 1 - CDU: 1 - AfD: 1 Die AfD kann zwei Sitze nicht besetzen. Der Stadtrat verkleinert sich entsprechend. | Bündnis Zukunft                             | 5      | 30,8   | 5      | 28,1   | –      | –      |
| Stadtrat ab 2024Insgesamt 16 Sitze - Linke: 1 - FWV fuH: 5 - BZ: 5 - BIC: 2 - FDP: 1 - CDU: 1 - AfD: 1 Die AfD kann zwei Sitze nicht besetzen. Der Stadtrat verkleinert sich entsprechend. | AfD                                         | 1      | 15,1   | –      | –      | –      | –      |
| Stadtrat ab 2024Insgesamt 16 Sitze - Linke: 1 - FWV fuH: 5 - BZ: 5 - BIC: 2 - FDP: 1 - CDU: 1 - AfD: 1 Die AfD kann zwei Sitze nicht besetzen. Der Stadtrat verkleinert sich entsprechend. | Bürgerinitiative Colditz                    | 2      | 12,4   | 3      | 17,0   | 3      | 16,4   |
| Stadtrat ab 2024Insgesamt 16 Sitze - Linke: 1 - FWV fuH: 5 - BZ: 5 - BIC: 2 - FDP: 1 - CDU: 1 - AfD: 1 Die AfD kann zwei Sitze nicht besetzen. Der Stadtrat verkleinert sich entsprechend. | CDU                                         | 1      | 4,2    | –      | 4,3    | 1      | 8,0    |
| Stadtrat ab 2024Insgesamt 16 Sitze - Linke: 1 - FWV fuH: 5 - BZ: 5 - BIC: 2 - FDP: 1 - CDU: 1 - AfD: 1 Die AfD kann zwei Sitze nicht besetzen. Der Stadtrat verkleinert sich entsprechend. | FDP                                         | 1      | 3,7    | 1      | 7,3    | 3      | 15,7   |
| Stadtrat ab 2024Insgesamt 16 Sitze - Linke: 1 - FWV fuH: 5 - BZ: 5 - BIC: 2 - FDP: 1 - CDU: 1 - AfD: 1 Die AfD kann zwei Sitze nicht besetzen. Der Stadtrat verkleinert sich entsprechend. | Linke                                       | 1      | 3,0    | 1      | 5,5    | 1      | 5,5    |
| Stadtrat ab 2024Insgesamt 16 Sitze - Linke: 1 - FWV fuH: 5 - BZ: 5 - BIC: 2 - FDP: 1 - CDU: 1 - AfD: 1 Die AfD kann zwei Sitze nicht besetzen. Der Stadtrat verkleinert sich entsprechend. | Wahlbeteiligung                             | 67,0 % | 67,0 % | 59,9 % | 59,9 % | 50,8 % | 50,8 % |

### Bürgermeister
Bürgermeister ist Robert Zillmann (seit 1. Juni 2018), der parteilos ist.
| Wahl | Bürgermeister      | Vorschlag | Ergebnis |
| ---- | ------------------ | --------- | -------- |
| 2025 | Robert Zillmann    | Zillmann  | 53,5 %   |
| 2018 | Robert Zillmann    | Zillmann  | 50,1 %   |
| 2011 | Matthias Schmiedel | Schmiedel | 90,9 %   |
| 2008 | Manfred Heinz      | FDP       | 55,5 %   |
| 2001 | Manfred Heinz      | FDP       | 54,1 %   |
| 1994 | Manfred Heinz      | FDP       | 55,0 %   |

### Wappen und Flaggen
|  |  |
|  |  |

| | Blasonierung: „In Rot eine dreitürmige silberne Burg mit offenem Tor und gefugtem Mauerwerk; über dem niedrigen Mittelturm schwebend ein goldener Schild mit schwarzem Löwen; auf beiden Seitentürmen Kuppeln und Knäufe; beide Seitentürme mit Wappenschildern belegt: vorn ein silberner Schild mit roter Rose mit goldenem Butzen, hinten ein von Gold und Silber geteilter Schild, oben ein wachsender schwarzer Löwe, unten drei rote Schrägbalken.“ |
| Wappenbegründung: Im Jahr 1046 wurde die örtliche Burg als Besitz der deutschen Könige erwähnt. Sie wurde 1083 von Graf Wiprecht von Groitzsch erworben und 1153 von den Königen zurückerobert. Nach 1200 gründeten die Herren von Colditz eine Stadt, im Wesentlichen nur einen Marktplatz, der 1265 Stadt genannt wurde. Außerdem gründeten sie 1318 eine Münzstätte. 1404 wurde die Stadt von den Markgrafen von Meißen erworben, 1485 vom ernestinischen Zweig der Familie. Im Jahr 1408 gab es Rat und Bürgermeister. Bis 1543 war die Stadt Grundherr über zwei Dörfer. Seit 1557 hatte die Stadt die höchste Herrschaft inne. Das Wappen existierte wahrscheinlich seit dem 13. Jahrhundert. Der Löwe der Markgrafen wurde 1404 hinzugefügt. Der vordere Schild zeigt das Wappen der Burggrafen von Altenburg, der bedeutendsten Sippe des Pleißenlandes. Der hintere Schild zeigt das Wappen der Herren als ehemalige lokale Herrscher. Das Gebäude betont den Charakter einer Stadt. Die Flaggen sind weiß-rot mit zentriert aufgelegtem Gemeindewappen, auf der Hissflagge leicht nach oben verschoben. | |

### Städtepartnerschaften
- Holzwickede (Deutschland)
- Ochsenfurt (Deutschland)
- St. Stefan im Gailtal, (Österreich; beendet)[18]
- Łowicz (Polen)

## Gedenkstätten
- Massengrab und Gedenkanlage auf dem Neuen Friedhof für KZ-Häftlinge des Außenlagers, die Opfer der Zwangsarbeit wurden; seit 1995 mit zwei weiteren Tafeln für Zwangsarbeiter und die alliierten Kriegsgefangenen
- Sowjetischer Ehrenhain auf dem gleichen Friedhof mit Gedenkstein für zwei Rotarmisten und 16 Kriegsgefangene, die während des Zweiten Weltkrieges nach Deutschland verschleppt und Opfer von Zwangsarbeit wurden
- Gedenktafeln im Schloss für die misshandelten Gefangenen des frühen Konzentrationslagers, sowie für gefangene polnische Offiziere (1940–45) und für internierte Gutsbesitzer und Adlige im Herbst 1945.
- Reihen-Gräber auf dem Neuen Friedhof mit Colditzer Soldaten aus dem Zweiten Weltkrieg, die überwiegend in Heimatlazaretten gestorben waren.

## Kultur und Sehenswürdigkeiten

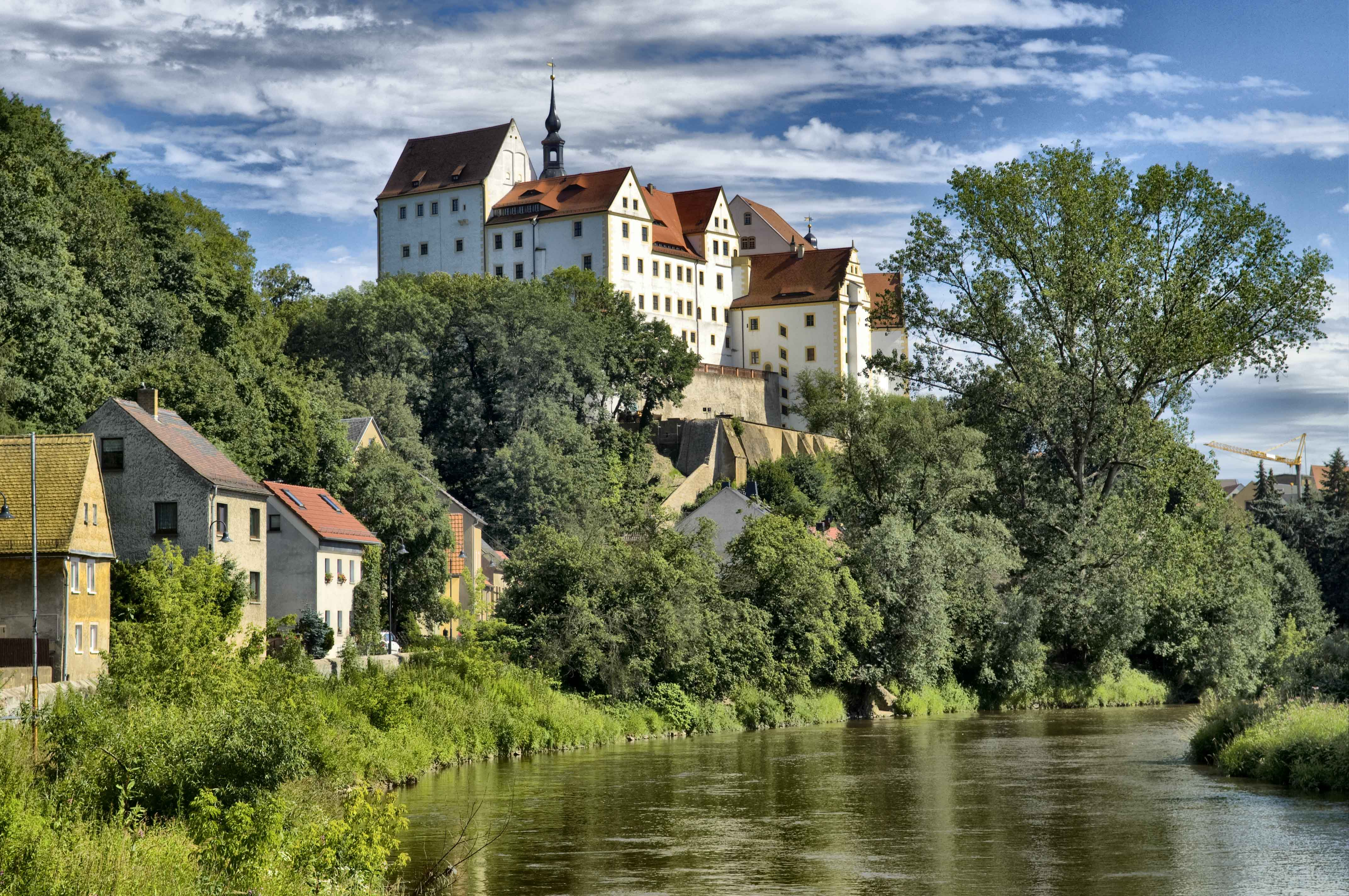
Schloss Colditz an der Zwickauer Mulde

- Schloss Colditz, das im Zweiten Weltkrieg als Kriegsgefangenenlager für ranghohe Offiziere diente. Winston Churchills Neffe Giles Romilly war der prominenteste Gefangene. Das Kriegsgefangenenlager Schloss Colditz ist unter anderem in England sehr bekannt geworden, nachdem es einige TV-Verfilmungen und eine Serie gab, die die sehr häufigen und meist spektakulären Fluchtversuche der Häftlinge behandelten.
- Heimatmuseum im Wasserschloss Podelwitz mit umfangreicher Ausstellung
- Kunst- und Museumsprojekt „ort jenseits der strasse“ mit Rauminstallationen zur Entwicklung der Psychiatrie (Zschadraß, Im Park 15 a)[19]
- Dentalhistorisches Museum Zschadraß, Im Park 9 b, eine der weltweit größten Sammlungen zur Zahnmedizin und deren Entwicklung[20]
- Johann-David-Köhler-Haus (Geburtshaus von Johann David Köhler)
- Stadtkirche St. Aegidien
- Friedhofskapelle St. Nicolai mit in das Portal und die Außenwand eingebautem Denkmal für die Gefallenen des Ersten Weltkriegs
- Heimatturm auf dem Töpelsberg
- Kirche in Lastau
- Mulderadweg
- Lutherweg
- Tiergarten Colditz (Ersterwähnung am 26. August 1523, damit der wohl älteste Tiergarten Deutschlands[21])
- Burgstall der Turmhügelburg „Vogelherd“ auf Talkante über einem Bach im Colditzer Tiergarten, südöstlich des Schlosses. Wall und Grabenanlage erhalten. Bodendenkmal.

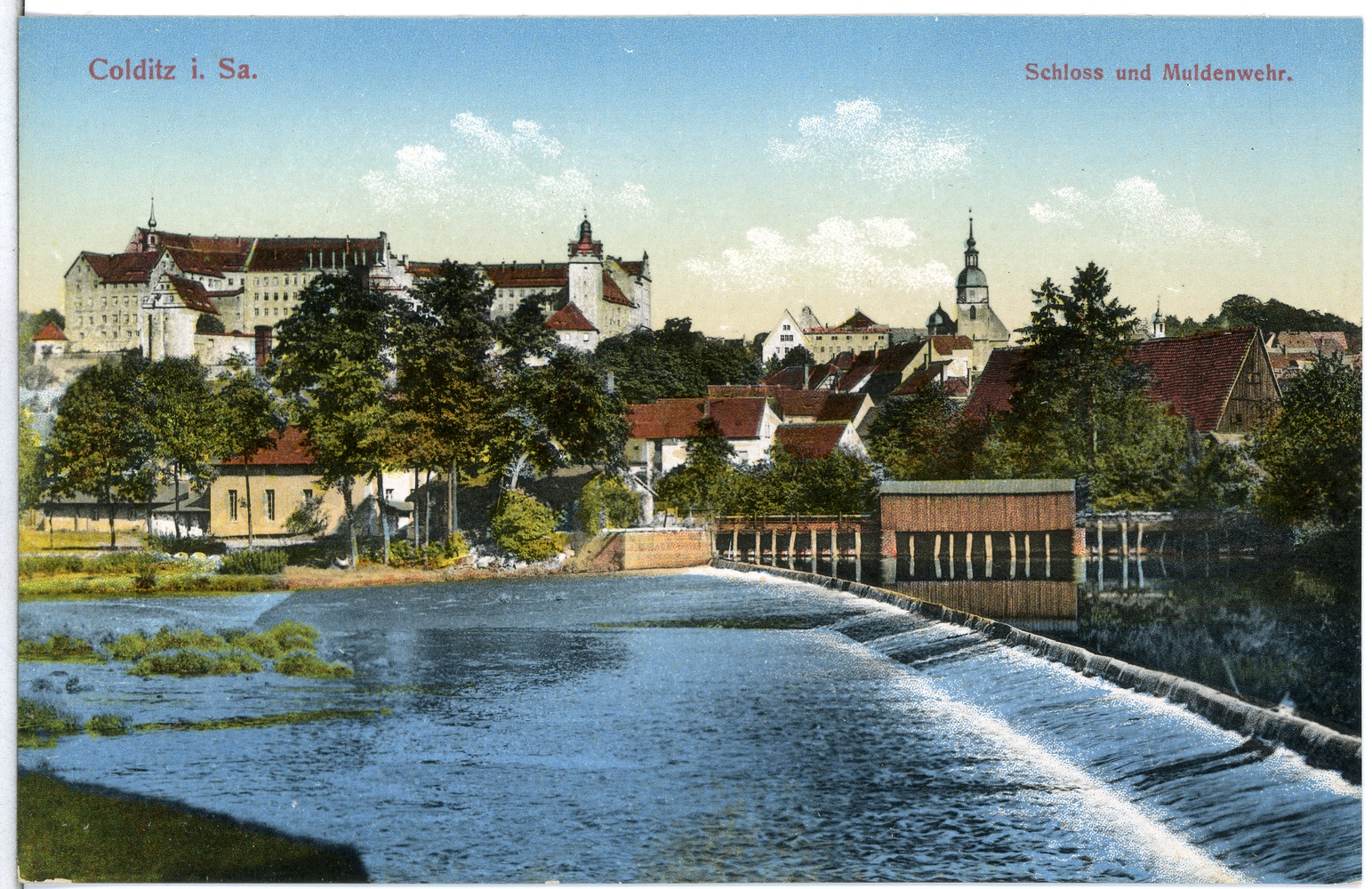
Colditz (1912)
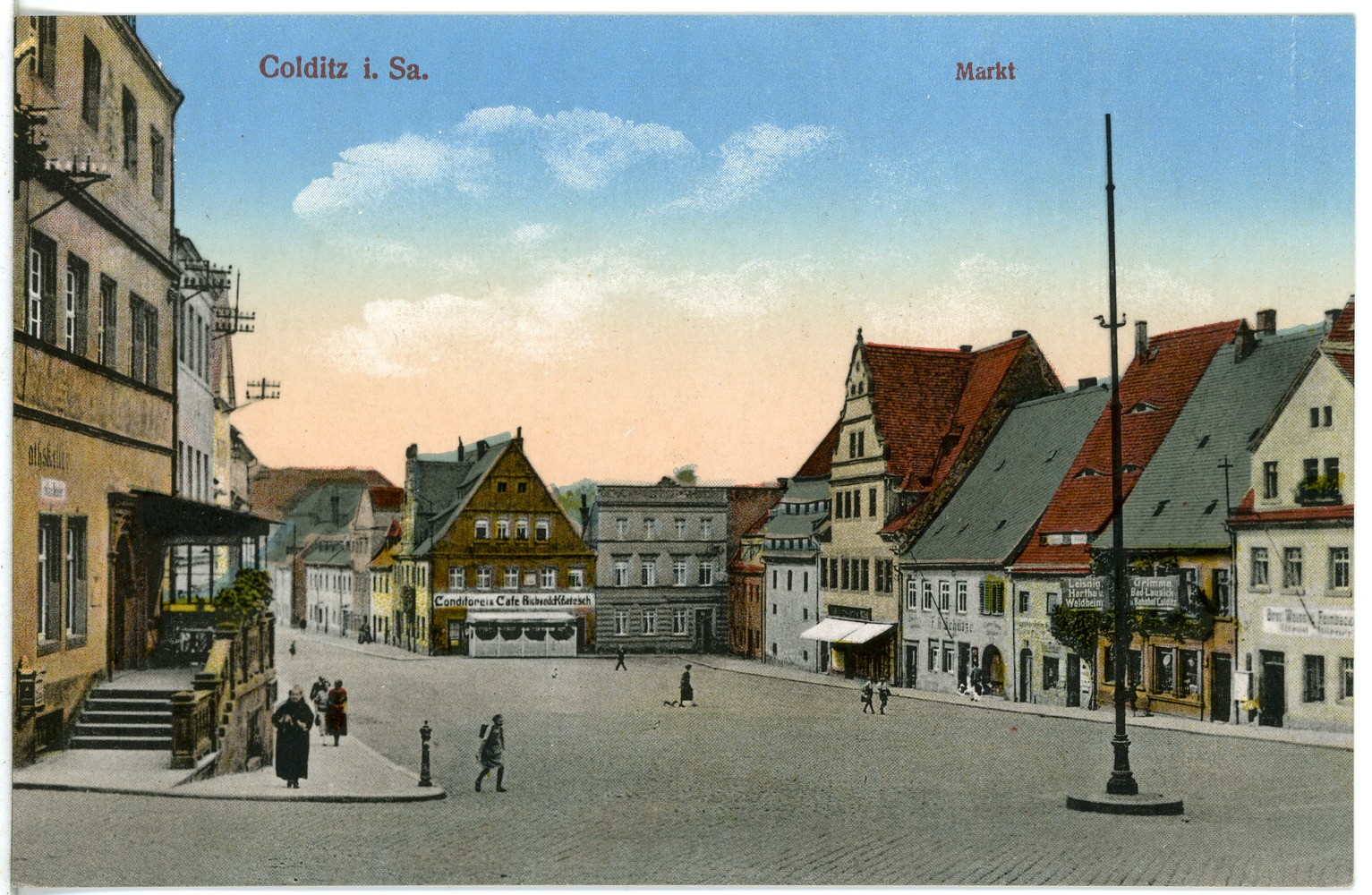
Markt (1924)
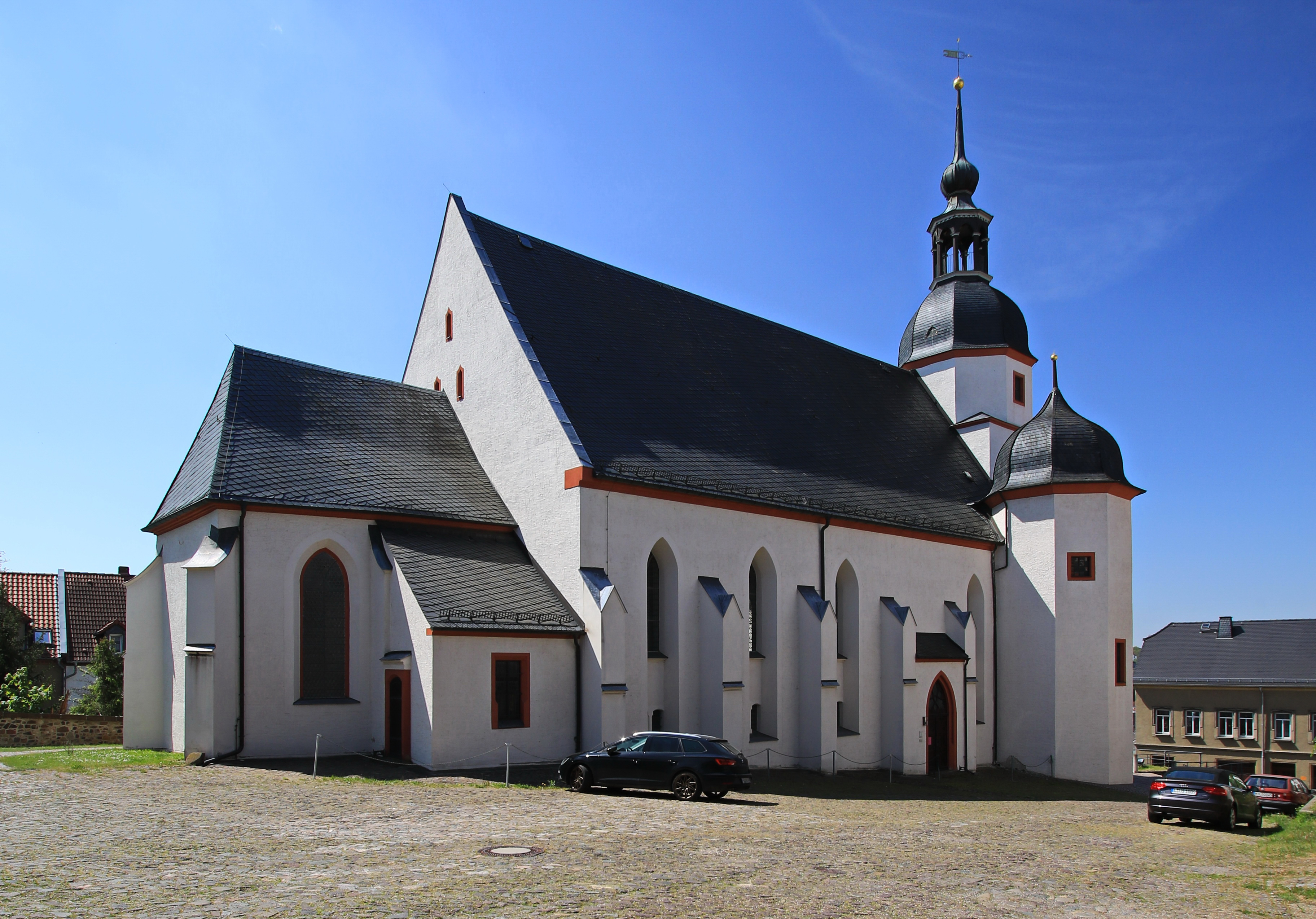
Stadtkirche St. Aegidien (2020)
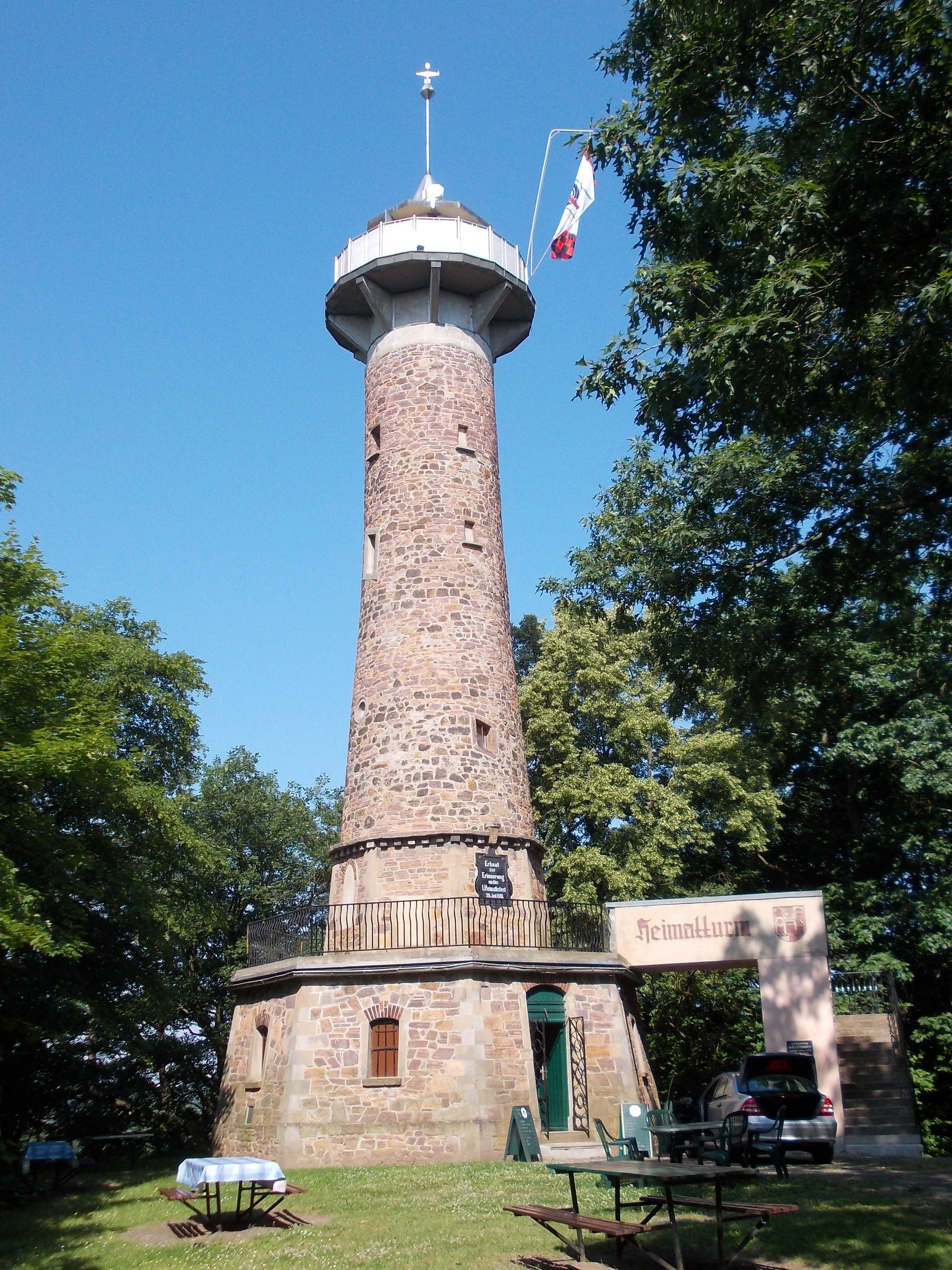
Heimatturm bei Colditz

### Naturschutz
- Siehe auch: Liste der Naturdenkmale in Colditz

## Verkehr und Wirtschaft

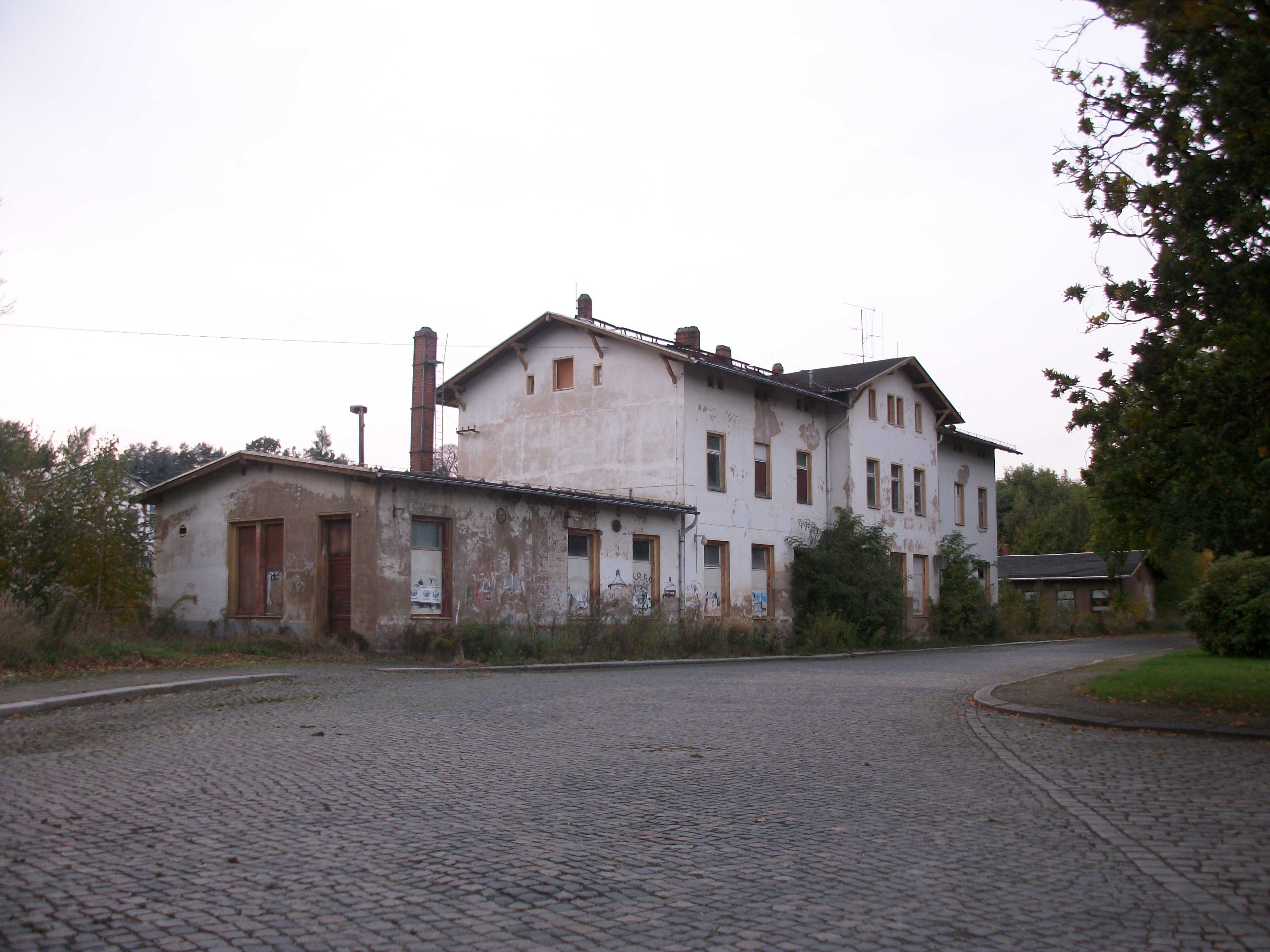
Bahnhof Colditz, Empfangsgebäude (2016)

### Verkehr
In Colditz kreuzen sich die in Nord-Süd-Richtung von Pritzwalk nach Chemnitz verlaufende B 107 mit der in West-Ost-Richtung von Bad Langensalza nach Hartha verlaufende B 176. Über die B 107 erreicht man in ca. 16 km die A 14. Colditz liegt zudem an der stillgelegten Bahnstrecke Glauchau–Wurzen (Muldentalbahn), welche auf dem heutigen Stadtgebiet einen Bahnhof und drei Haltepunkte hatte. Einzige Bahnstation auf dem heutigen Stadtgebiet von Colditz ist der Haltepunkt Tanndorf an der Bahnstrecke Borsdorf–Coswig. Die Stadt liegt im Verbundgebiet des Mitteldeutschen Verkehrsverbundes und ist durch die Regionalbus Leipzig mit einer PlusBus- sowie weiteren Regionalbuslinien angebunden.

### Wirtschaft
Aus der 1826 von Carl Ludwig Schlobach gegründeten Getreidemühle gingen die anona GmbH mit jetzt über 450 Mitarbeitern hervor.
Von 1946 bis 1996 beherbergte das Schloss ein 400 Betten-Krankenhaus der Grundversorgung. Im Ortsteil Zschadraß befindet sich das Fachkrankenhaus für Psychiatrie, Psychotherapie und Neurologie.
Auf Schloss Colditz befinden sich neben dem regionalhistorischen Museum als weitere Nutzungen die Sächsische Landesmusikakademie des Sächsischen Musikrats und eine Jugendherberge des DJH.
In Colditz hat das Revier 05 des Forstbezirks Leipzig seinen Sitz.

## Persönlichkeiten

### Ehrenbürger
- 1895: Otto von Bismarck, Reichskanzler
- 1933, Juni: Martin Mutschmann (1879–1947), NSDAP-Gauleiter und Reichsstatthalter von Sachsen[25]

### Söhne und Töchter der Stadt

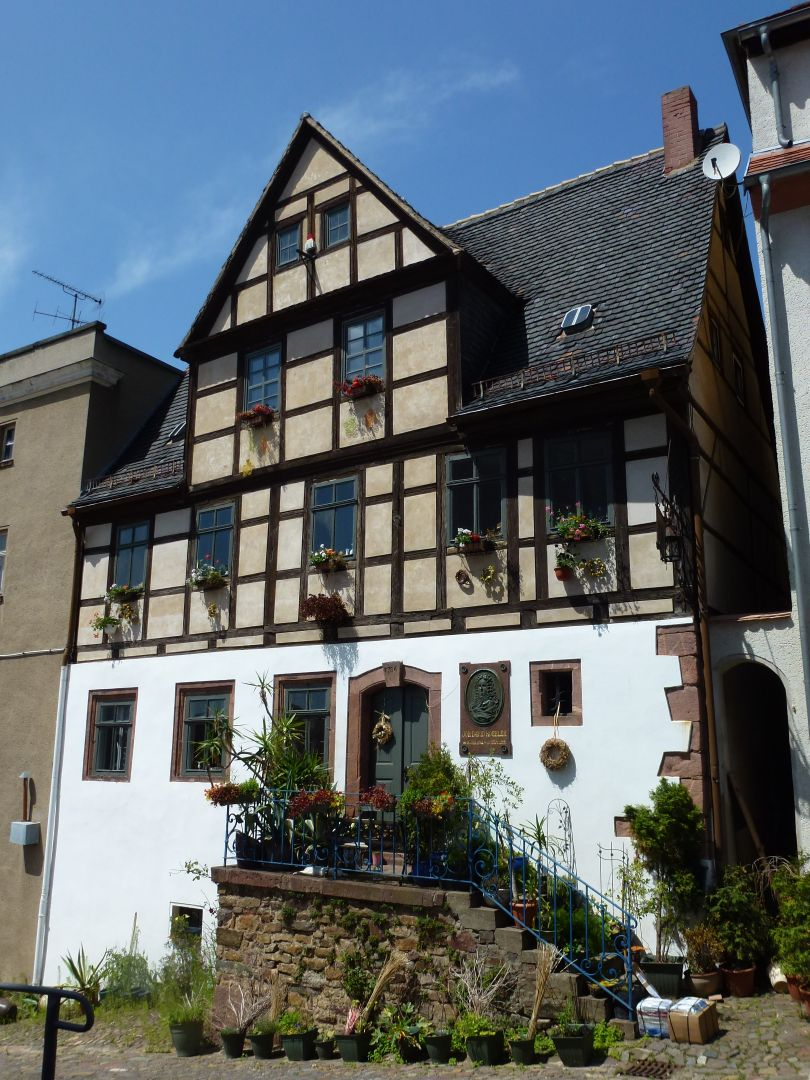
Haus mit Erinnerungstafel an Johann David Köhler

- Wenzeslaus Linck (1483–1547), lutherischer Theologe und Reformator
- Alexius Crosner (1490–1535), Theologe
- Elias Gerlach (1560–1628), Kantor und Komponist.[26]
- Christoph Neander (1589–1625), Kreuzkantor in Dresden
- Christian Carpzov (1605–1642), Jurist und Rechtswissenschaftler
- Johann Strauch II. (1612–1679), Rechtsgelehrter
- Johann David Köhler (1684–1755), Historiker und Numismatiker
- Emil Cuno (1805–1859), Jurist und Politiker
- Friedrich August Anton Dietzsch (1827–unbekannt), Lehrer und Redakteur
- Johannes Müller (1847–1907), Politiker (Konservative) und Abgeordneter im Sächsischen Landtag
- August Hermann Schmidt (1858–1942), Architekt
- Georg Heinsius von Mayenburg (1870–1930), Architekt
- Paul Taubadel (1875–1937), Politiker (SPD), geboren in Terpitzsch
- Paul Nitsche (1876–1948), Psychiater und einer der Hauptverantwortlichen für die Krankenmorde in der NS-Zeit
- Ernst Bergmann (1881–1945), Professor für Philosophie und Pädagogik sowie engagierter Nationalsozialist
- Hermann Paul Krause (1882–1931), Schriftsteller und Schulleiter
- Arno Lange (1885–1966), Lehrer, Hochschullehrer und Genealoge, geboren in Raschütz
- Hans Zesewitz (1888–1976), Lehrer, Archivar und Karl-May-Forscher
- Otto Naumann (1895–1965), Politiker (NSDAP)
- Werner Gruner (1904–1995), Maschinenbauingenieur und Hochschullehrer
- Alfred Hoppe (1906–1985), Maler und Grafiker
- Helmut Drechsler (1916–1960), Tierfotograf
- Eberhart Reumuth (1925–1970), Stomatologe und Hochschullehrer, geboren in Kleinsermuth
- Hans-Friedrich Weiß (1929–2016), Hochschullehrer, Religionswissenschaftler, Theologe, Autor
- Christa Petroff-Bohne (* 1934), Formgestalterin
- Jürgen Schumann (1940–1977), Pilot der Lufthansa, RAF-Opfer
- Michael Kunczik (1945–2018), Sozialwissenschaftler
- Rainer Fornahl (1947–2014), Politiker (SPD)
- Sabine Dähne (* 1950), Ruderin, Silbermedaillen-Gewinnerin bei Olympia
- Ulrike Bretschneider (* 1953), Politikerin (PDS)
- Achim Häßler (* 1953), Physiker und Politiker (FDP)
- Clemens Pickel (* 1961), Bischof der Diözese Saratow in Russland

### Weitere Persönlichkeiten mit Beziehung zur Stadt
- Margaretha (* um 1416, † 1486), Kurfürstin von Sachsen, besaß in Colditz die Münzstätte Colditz und ließ hier die sogenannten Margarethengroschen prägen, was als ein besonderes Ereignis in die Sächsische Münzgeschichte eingegangen ist.
- Ernst, Kurfürst von Sachsen starb am 26. August 1486 auf Schloss Colditz, nachdem er in den Schweinitzer Wäldern bei einem Ritt von seinem Pferd gestürzt war.
- Sophie von Brandenburg (1568–1622), Kurfürstin von Sachsen, hatte hier 1602 – 1622 ihren Witwensitz
- Christian August Fürchtegott Hayner (1775–1837), Arzt und Psychiater, starb hier.
- Ernst August Carus (1797–1854), war zeitweilig Landarzt in Colditz
- Amand Schwantge (1933–2006), Hornist und Musikpädagoge, starb hier
- Christian Führer (1943–2014), Pfarrer in Colditz von 1968 bis 1980. Ein Initiator der Friedlichen Revolution in der DDR als Pfarrer der Nikolaikirche in Leipzig